# 小東荘
小東荘（こひがしのしょう）は、大和国広瀬郡にあった東大寺領荘園。国衙領の名（負田）であった大田犬丸名を前身とし、延久の荘園整理令によって東大寺領荘園として成立した。国衙領の名の構造や、一大権門であった東大寺の年貢収取体制と荘園経営などを伝える荘園として知られる。

## 歴史

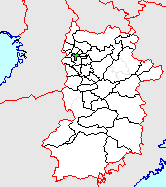
奈良県内の河合町の位置。

大和国国衙領大田犬丸名が前身。大田犬丸名は現在の奈良県北葛城郡河合町と広陵町（旧箸尾町）北部の一部に広がっていた名。同名の史料上の初見は永承元年 (1046年) である 。大田犬丸名という名称については、大田犬丸という人物の負田であったとの説もあるが、実際には大田犬丸の呼称は仮名だと思われ、特定の人物を指していたわけではない。特に朝廷の楽所楽人の家柄であった山村氏と関係が深かったため、山村氏の負田であった可能性が指摘される。
後に同地と深く関わる東大寺は毎年、大和国の国衙から大仏供料として白米35石5斗、油6石4斗8升5合、安居供供養米21石6斗余などを給付されていた。令制ではこれらの官物は、大和国内の郡・郷内から国衙に納められ、そこからさらに東大寺へと納めるよう定められてた。しかし、令制の弛緩により国衙への経由が困難になると、東大寺は国衙が指定した名から直接官物を受け取るようになった。大田犬丸名も東大寺へ官物を納めるよう国衙から指定された名の一つであった。当初は東大寺に納めた官物以外にも、斎王大祓料絹や中宮職御采料といった官物が大田犬丸名から納められていた。
永承6年 (1051年) 以降、東大寺大仏供白米が大田犬丸名関係の史料にあらわれ始める。天喜2年 (1054年) には、大田犬丸名が東大寺の大仏供白米免田に指定された（このとき、東大寺が持つ大仏供白米免田36町の内、7町が大田犬丸名内に指定された）。しかし、この時期は面積のみが指定され、特定の田地が指定されていない浮免の状態であった。東大寺は大田犬丸名に対し国衙から承認された得分権を持つも、田地の検注権などは有せず、その支配は間接的なものだった。また、大田犬丸名のある地には、私領を持った領主が存在したほか、興福寺や春日社といった大寺社が権益を持つ土地もあり、東大寺の支配権はぜい弱な側面もあった。保延4年 (1138年) には、東大寺と春日社との間で相論も発生している。
東大寺領小東荘確立の画期は、後三条天皇期に出された延久の荘園整理令である。後三条天皇は公田や官物の減少を解決するため、延久元年 (1069年) に荘園整理令を出した。この荘園整理令に伴い、公田の侵略や浮免が停廃、整理された。小東荘においても、延久の荘園整理令に基づき承保3年 (1076年) に宣旨が出され、浮免が整理された。東大寺はこの整理令を活かすことで、浮免であった白米免田の坪を定めることに成功した。これにより小東荘は一円化され永代の寺領とされた。小東荘の成立は国衙側にもメリットがあり、白米免田を定坪化することによって、興福寺と並ぶ大寺社であった東大寺の勢力範囲を明確化することが可能になった。この承保3年の宣旨と、それに伴う白米免田の定坪化が東大寺領小東荘成立の画期とみなされている。その後、東大寺の申し出により、嘉承元年 (1106年) 以降国衙から東大寺へ香菜免田や白米免田の検注権が移され、小東荘はさらに東大寺領荘園としての体裁を整えた。しかし、一円寺領化した後も、荘園内には左京職田や公田が依然として存在し、国衙との帰属問題が残る加納田・畠・屋敷もあった。また、荘内では国衙と結びつき、寺家の検田使を忌避する動きもあった。
天養元年 (1144年) には、大和国知行国主藤原忠通が近臣源忠清を大和守に任命し、大和国の検注を行った。この時、国衙と帰属問題のある小東荘内の畠や屋敷、加納田などへの東大寺の支配は一旦否定されたが、東大寺側は新たな坪付（検注帳）を提出することで、否定された畠や屋敷、散在していた加納田や公田を東大寺領とすることに成功した。さらに、東大寺が受戒用途料として持っていた越中国入善荘が荒廃していたため、代わりに小東荘内の加納余田も「新庄」として寺領に組み込まれた。この天養検注により、東大寺は小東荘の一円所領化を完成させた。
保元元年 (1156年) 閏9月になると、新制七箇条（保元新制）が出されるにつき、荘園整理が行われた。平治元年 (1159年) 、大和国知行国主の平清盛は国守である子息らと目代中原貞兼をして、大和国の検注を強行し、同年9月には国検を行わせた。国検は小東荘に対しても行われ、そのさい国使は余田を没収しようとしたが、東大寺は院宣による免除を受け寺領の保護に成功した。寿永2年 (1183年) には、平宗盛、平重衡、佐藤能清らによる押領があり、後白河院による押領停止の院宣が出されている。
嘉元3年 (1305年) から正和元年 (1312年) の間には、大和国河井村住人一王次郎行康による年貢抑留事件が起こり、東大寺との間に相論が発生している。東大寺は行康の取り調べを命じる後宇多上皇の院宣を引き出すことなどに成功したが、行康の年貢抑留は続いた。その後も行康の処遇をめぐり、行康と東大寺衆徒との間で相論が続けられた。小東荘は、東大寺と行康との相論以降、史料上に目立った痕跡を残していない。

## 荘園の構造
荘域は現在の奈良県河内町と広陵町の北部に広がっており、北は大和国広瀬郡の境界にあたっていた。荘園の前身は大田犬丸名であったが、領域は完全には一致しない。

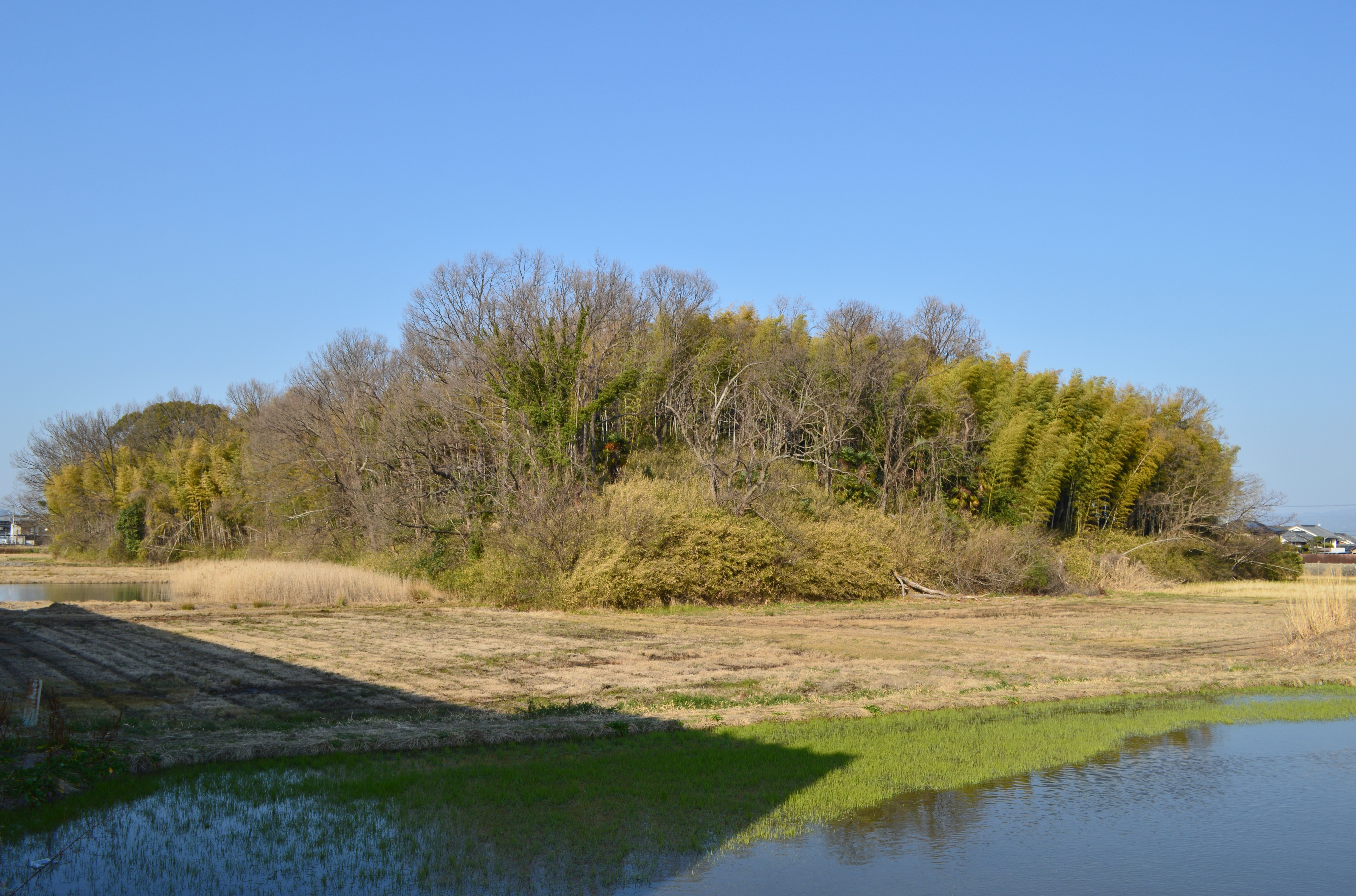
河合町にある大塚山古墳。付近にはかつて山村吉則の屋敷があった。

「天養元年六月日大和国小東庄坪付」によれば、北にある大塚山古墳の南には領主であった山村吉則の屋敷地があり、この屋敷地は荘園の中心地にもなっていた。天養時代には吉則の屋敷地以外にも、別の屋敷地の集まりが二ケ所ほど確認されている。耕地への灌水は池溝によって行われていたが、その規模は小さく不完全であり、ときに干害の被害を受けた。しかし、池溝技術の良化もあり、同地の開墾は進められ、天養年間までにはほとんどの開墾可能地域が水田化された。
小東荘（大田犬丸名）は単一の所領であったわけではなく、山村吉則領・尼善妙領・山本入寺名といった複数の所領により構成されていた。それぞれの所領には領主権を持つ領主がおり、所領の寄進や譲与も行われていた。例えば、荘内に17町5反半の所領を持った山村吉則は、所領を9人いた自身の子に分割相続している。康治２年(1143年)の坪付によれば、小東荘は18名によって構成されていた。領主は必ずしも在地していたわけではなく、この時期の在地の経営は所領内に住した田堵（作人）が担っていたと考えられている。その他に荘内には、国衙領の畠や屋敷などがあったほか、興福寺や春日社勢力の影響が強い所領もあった。天養検注以降は一円寺領化し、地域的なまとまりをもった一方で、興福寺雑役免にあたる荘園や春日社節供料田は小東荘から外されていた。領主の中には興福寺勢力と独自に結びつく人物もおり、興福寺寺僧領と称し東大寺の寺役を拒否する者もいた。そのため、東大寺側も小東荘の支配体制の強化が常に求められた。
東大寺はこれらの所領内で白米を貢納する田地を、名として把握していた。特に康治2年（1143年）ごろには、東大寺は領主層の私領が細分化されたことを受け、改めて名を再編している。このころの小東荘においては、白米の上納責任者である名の名請人（白米名請人）、加地子得分の権利を持った「地主」、田堵（作人）といった人々が東大寺に把握されていた。名請人や「地主」は東大寺との関係も深く、寺の荘園支配を支えた。しかし、彼らの中には在地していない者も多く、現地の名経営や納税請負は「上人」と呼ばれた人々が行っていた。上人は、在荘した「地主」を中心に構成されていたが、作人層が務めることもあった。大和国検注が行われた天養年間以降になると、東大寺は在荘する「地主」を納入責任者と位置付けた。そして、平治以降は在荘「地主」層が、完全に東大寺の荘園収取体制の中核に据えられるようになった。
鎌倉時代には、荘園内の私領は譲与や売買によってさらに細分化され、領主の変動も多々あったと考えられており、東大寺は確実に「仏聖米」を徴収するため、領主1名を庄司に任命していた。東大寺と相論を行った行康は小東荘の名主職を持っていたが、この名主職は、小東荘からの仏聖米の納入を請負う役割があったと考えられている。